# メンタン
メンタン (menthane) はテルペンの一種で、精油中など天然に存在する有機化合物である。無色の液体で、フェンネル様の芳香を持つ。p-メンタン骨格は多くのテルペン類の母体である。

## 構造
p-メンタンはシクロヘキサン環の1位と4位にメチル基とイソプロピル基が置換した構造を持ち、それらの向きが異なるシスとトランスの異性体が存在する。天然物も合成品もそれら二つの異性体の混合物である。また、置換基の位置が違う異性体として m-メンタン、o-メンタンがあるが、これらは天然にはみられず、利用価値にも乏しい。

## 合成
p-メンタンはグロブルスユーカリ (Eucalyptus globulus) の果実などの精油から得られる。工業的には、リモネン、テルピネオール、シメンなどを水素化することによって合成される。

## おもな誘導体

### 不飽和誘導体
- リモネン - p-メンタ-1,8-ジエン。香料、溶剤。
- シメン - メンタンを脱水素した芳香族化合物。香料、化成品原料。
- テルピネン、テルピノレン - 香料。
- α-フェランドレン - p-メンタ-1,5-ジエン。

### アルコール誘導体
- メントール - p-メンタン-3-オール。清涼剤、医薬品。
- テルピネオール - p-メンタ-1-エン-8-オールなど。香料。
- イソプレゴール - p-メンタ-8-エン-3-オール。
- カルベオール - p-メンタ-1(6),8-ジエン-2-オール。
- テルピン - p-メンタン-1,8-ジオール。
- p-メンタン-3,8-ジオール - ユーカリの葉に含まれる生理活性物質。蚊の忌避効果がある[2]。

### カルボニル化合物
- ペリルアルデヒド - p-メンタ-1,8-ジエン-7-アール。シソの芳香。
- メントン - p-メンタン-3-オン。香料、化粧品。
- プレゴン - p-メンタ-4(8)-エン-3-オン。
- カルボン - p-メンタ-1(6),8-ジエン-2-オン。香料。

### その他
- シネオール - 1,8-エポキシ-p-メンタン。エポキシド。
- アスカリドール - 1,4-エピジオキシ-p-メンタ-2-エン。架橋ペルオキシド。
- カンナビジオール - 2-（p-メンタ-1,8-ジエン-3-イル）-5-ペンチルベンゼン-1,3-ジオール。カンナビノイドの一種。